# 教育守护者

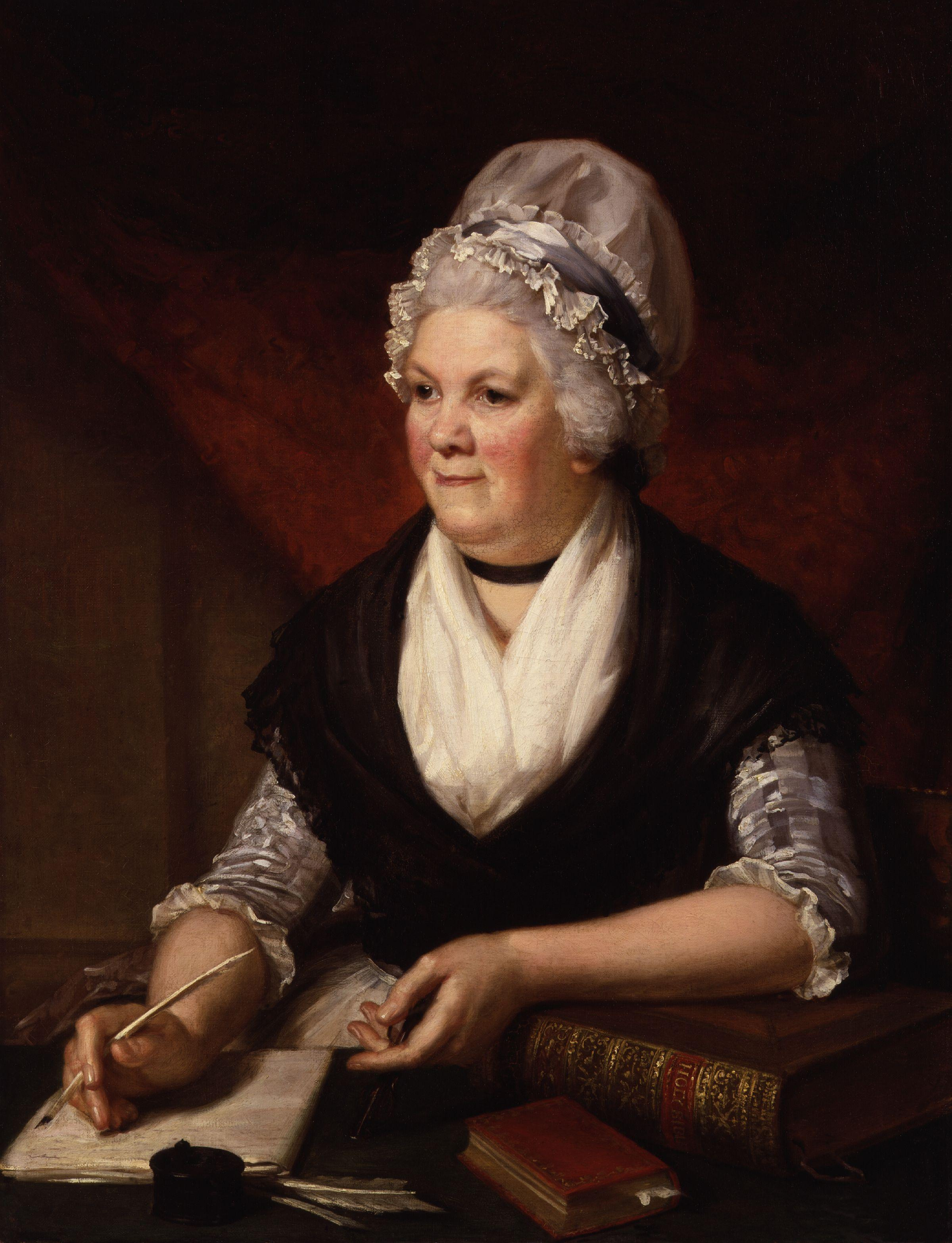
萨拉·特里默，《教育守护者》期刊的主编，由亨利·霍华德于1798年绘制

《教育守护者》（英語：The Guardian of Education）是英国首个专门做儿童文学评论且经营十分成功的期刊杂志。该期刊于1802年6月至1806年9月由哈查德书店和利文顿出版社（J. Hatchard and F. C. and J. Rivington）联合出版发行，编者包括十八世纪的教育家和儿童文学作家，以及主日学的倡导者萨拉·特里默。法国大革命期刊主要是针对儿童教育提出相应建议，并对当代教育理论进行评价。特里默本人还在全面评估了当时有关儿童教育的主要研究成果后提出自己的教育理论。
由于担心法国大革命后一些思想，尤其是让-雅克·卢梭的思想对社会的影响，特里默着重强调对正统圣公教的重视并鼓励长久维持当时的社会和政治秩序。虽然她是个保守主义者，但在很多问题上她与卢梭和其他思想超前的教育改革家都有一致的看法，比如死记硬背的机械学习法会对儿童学习产生不良影响，以及童话具有不合理性。
《教育守护者》是第一个用完全不同的评判标准对儿童读物进行正式评价的期刊。特里默发表的诸多评论得到了社会的重视，出版社和作家们受到这些观点的影响调整了书籍的内容，这些观点也为儿童文学定义了全新的分类，同时极大地影响了儿童读物的销量。《守护者》还做到了首次对儿童文学的历史发展过程进行梳理，并罗列出一系列具有深远影响的书籍。这些作品至今仍对专家学者们的研究起着重要作用。

## 创立与构成
萨拉·特里默创办《教育守护者》起初是由于19世纪初期大量儿童文学新作品涌入市场，而她对这些作品中可能包含的法国大革命思想及价值观表示担忧。十八世纪九十年代是欧洲历史上最为动荡的十年，这期间法国大革命拉开了序幕，英国议会改革的呼声日渐高涨，法国大革命战争也随后爆发。随着激进主义势力的急剧增长，英国开始出现一股反对大幅社会变革的保守力量，《守护者》杂志正是其中的一分子。特里默在她的期刊中表达了对大革命的批判，同时也公开谴责了一众在她看来为大革命提供思想支撑的哲学家，特别是卢梭。她认为法国大革命是一场由带有无神论和民主色彩的改革所导演的巨大阴谋，目的是为了瓦解和推翻欧洲国家的合法政府。在特里默看来，这些阴谋费尽心思地试图通过教育类书籍和儿童读物给年轻的一代洗脑，以达到颠覆传统社会秩序的目的。而她打算做的是引导家长们为孩子选择合乎体统的基督教书籍，让那些阴谋无法得逞。
《教育守护者》每期分为三个版块。第一个版块主要为文章摘录，摘自特里默认为能够为成年读者带来启示的文章，归在“追思录”（Memoirs）和“布道文选”（Extracts from Sermons）分类中；第二个版块是特里默自己撰写的关于教育问题的评论文章，囊括在如“原创文章”（Original Essays）和“教育制度之考察”（Systems of Education Examined）版块中；第三个版块则是针对儿童读物的文学评论。特里默在期刊中以自己的名义撰写了全部署有她名字的文章和所有书评，但那些摘录的文章并非出自她之手。每一期杂志的版块构成也并非完全相同，比如从1804年起特里默开始在期刊中加入“基督教教育随笔”（Essay on Christian Education）版块，1805年的期刊中也偶尔会出现针对教科书的评论文章。她还给她评论过的书籍按照年龄段进行了分类，包括适合年龄在14岁以下读者阅读的“写给孩子的书籍之评述”（Examination of Books for Children）和适合14-21岁读者群的“写给年轻小读者”（Books for Young Persons）。这种分类传统至今仍被沿用。
马修·格伦比（Matthew Grenby）是第一个对特里默进行研究的学者，他估计《守护者》每一期的发行数量大约在1500到3500册之间。这个数量堪比当时诸如《托利党批评论》（Tory Critical Review）和《英国评论家》（British Critic）一类的时政期刊，二者在1797年的发行量均达到每期3500册，另外还有单册发行量达到1500册的《分析评论》（Analytical Review），但还无法与发行量近5000册《月评杂志》（Monthly Review）相提并论。从1802年6月开始到1804年1月《守护者》是作为月刊发行的，自那以后一直到1806年9月停刊为止则是作为季刊发行，如此算下来总共出版发行的刊数为二十八期。
特里默在出版发行期刊的过程中肩负了极具挑战性的重任。格伦比表示，她创办期刊旨在“对英国当时的教育政策和教学实践状况进行评价，并为未来发展指引方向”。为此她在众多教育理论中着重考察评估了卢梭、约翰·洛克、玛丽·沃斯通克拉夫特、汉娜·莫尔、珍丽夫人（Madame de Genlis）、约瑟夫·兰卡斯特和安德鲁·贝尔（Andrew Bell）提出的理论。“基督教教育随笔”这一期刊版块随后被编成独立的小册子出版发行，特里默在其中提出了她自己完整的教育方案。

## 评判标准与价值观

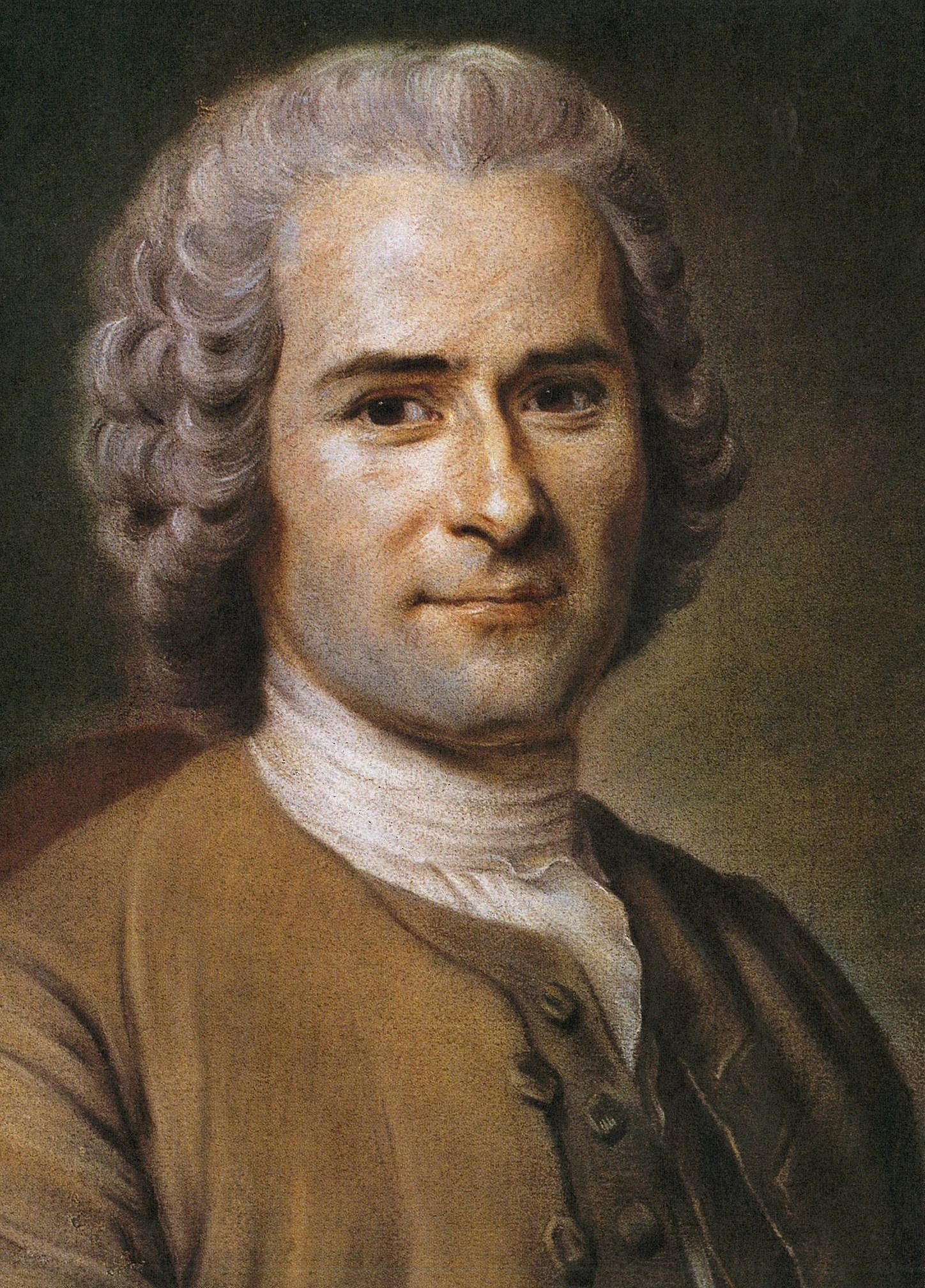
让-雅克·卢梭，其著作《爱弥儿》（1762）探讨了有关教育理念的问题，是十八世纪在这个领域最具影响力的作品之一

《教育守护者》是首个用严谨认真的态度看待儿童文学评论的期刊。在儿童文学这个全新的文学类型中，特里默撰写的四百多篇文学评论构成了一套独树一帜的评判标准，用以判断哪些是具有价值的作品。同时她作为高教会派的一员（high-church Anglican）专注于保护基督教不被世俗主义和福音主义影响，尤其是后者常常在当时被圣公会视为异端的循道宗中体现出来。从她的文学评论中也能看出她坚定地拥护君主制，反对法国大革命。格伦比写道：“无论对于哪个儿童文学作品她提出的第一个问题永远是这部作品是否有悖宗教信仰，第二个问题则是它是否有悖政治忠诚，有悖于已确立的社会等级制度。”宗教信仰一直是特里默的首要关注点，她同时强调圣经无误论的观点，这说明她是个原教旨主义者。她曾对朋友写道：“只想说我越是深入思考这个问题，就越是笃信当人们说起上帝和一切神圣的事物时，他们使用的修辞手法是不能够被替换掉的。我认为任何人在试图传授神祇真谛的时候都应尽可能地沿用那些受到神启的原作者所使用的写作手法。”对于特里默来说圣经的真谛不仅仅存在于内容中，同时也寓于文体之中。在她言辞最为犀利的文学评论里，有几篇就是批评那些把原圣经的语体风格和核心内容都做了改动的文章。
格伦比认为，特里默虽然信奉原教旨主义，但她的思想并非僵化顽固。他指出，特里默和卢梭一样相信孩子的天性都是纯真善良的。在这点上她并不赞同几个世纪以来的传统观点，尤其是清教对于养育孩童的态度（体现在原罪观念中）。格伦比认为，她虽然她抨击卢梭的作品，但她其实对卢梭的核心思想是赞同的，认为大人不该过早地强迫孩子带上成人的特质，尤其不该让他们过早被牵扯到政治问题当中，后来的浪漫主义思想也采纳了这一观点。特里默还坚持认为父母双方应共同承担养家育儿的责任，她同既是教育改革家也是儿童文学作家的玛利亚·埃奇沃思、托马斯·戴伊（Thomas Day），甚至卢梭本人一样，反对死记硬背的机械学习法，提倡鼓励孩子进行批判性思考的对话式教学。她还主张用母乳喂养孩子（这在当时颇具争议），主张父母积极参与到儿童教育中去。
格伦比在分析研究了特里默撰写的文学评论后得出结论：“特里默的文学评论并非像公众印象中的那样尖酸刻薄……只有不到五十篇评论是以负面评价为基调，在这之中又只有十八篇是彻头彻尾的强烈谴责。相比之下正面的论调显然更多，虽说绝大多数的书评都是褒贬兼有看不出明显的偏向，这更让人奇怪她竟给大众留下永远言辞激愤的印象。”她第一反对改动了圣经的作品，比如威廉·戈德温的《圣经故事》（Bible Stories）（1802），第二反对宣扬法国大革命相关思想的书籍。她对包含死亡场景、精神失常的角色、性隐喻元素以及可能使儿童受到惊吓的作品也持批判态度。她通常赞扬的是那些鼓励用智慧教导孩子的书籍，比如安娜·巴宝德的《儿童启蒙教程》（Lessons for Children）（1778-79）。

### 童话故事

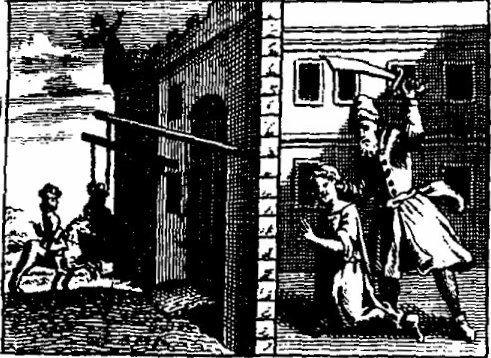
特里默反对不适合给儿童看的插图，比如这幅出现在1729年佩罗创作的童话“蓝胡子”英国版本中的插画

特里默在当今最为著名思想大概要属她对童话的强烈批判，例如她对夏尔·佩罗创作的《鹅妈妈的童话——那些旧时光里的故事》（1697）诸多译本的批判。她不喜欢童话是因为她认为童话故事允许人们以一种荒唐无稽的方式认识世界，还怂恿人们不劳而获。虽然特里默对童话的态度在现代批评家们看来十分可笑，但这种批判在十八世纪末期很是盛行，部分是因为当时大多数教育家都接受约翰·洛克提出的假说，认为人生下来心智是一块“白板”（tabula rasa），因此在孩童时期人对于外界事物在脑内留下的印象尤为敏感。特里默反对脱离现实的童话故事，因为它们会使读者的感受力变得混乱。如果这些故事缺乏正确的道德观或者讲故事的人观念不正，读者很有可能会被引入歧途，而她最为关注就是儿童读者心中无人干涉、无人照看也不为人知的内心感受。特里默之所以认为童话故事是危险的，其中一个原因就是童话会把年幼的读者拉入一个幻想世界，在那里大人们无法把握孩子的心路历程，也没办法阻止孩子受到不愉快的情绪体验的伤害。她自己甚至都被一些童话集中包含的插图吓到，进而不满地表示“小孩子的心智尚且脆弱，对于外界在他们心中产生的任何影响都没有招架之力，他们拥有丰富的想象力，很容易把那些强行打破他们美好幻想的东西当成现实”，这样的孩子们不该看像是蓝胡子砍掉妻子头颅的这种画面。
童话故事常常出现在一些廉价又粗糙、几乎看完就可以随便丢掉的小册子上，里面包括比如“巨人杀手杰克”这种令人毛骨悚然的小故事，还有一些题材粗俗的故事。这种廉价小册子是给穷人阅读的文学作品，而特里默试图把儿童文学与这些她眼中的下层社会消遣读物截然分开。她还批判了童话故事所传达出的价值观，指责这些故事永远充斥着荒诞、迷信以及招人讨厌的继父继母形象。儿童文学学者尼古拉斯·塔克（Nicholas Tucker）并没有把特里默仅仅当成一个童话审核员，他说道：“特里默夫人把童话视为抨击的对象，而非不经大脑地进行吹捧，这种做法与当今的一些学者非常相似，他们同样也在批判很多个人故事中体现出的思想。”

### 法国大革命与宗教思想
特里默对于法国启蒙思想家的印象主要来自阿比·巴瑞尔（Abbé Barruel）的《雅各宾派的历史回顾》（Memoirs Illustrating the History of Jacobinism）（1797-98），她在《守护者》期刊中大量节选了这本书中的内容；与此同时，十八世纪九十年代英法之间的战争持续不断，对战争的忧惧也促使她关注这一系列思想。特里默在她写的所有文章中都强调基督教的作用，她坚持认为人在身陷苦难之时应该向上帝寻求帮助。正如儿童文学学者M·南希·卡特（M. Nancy Cutt）所说：“特里默和其他持相似观点的作家十分笃定地坚信人类能获得多少幸福是直接由顺从天意的的程度来决定的。因此他们拒绝认同道德主义者的观点，这些观点认为教育应该强调理性和实干的价值，它们才是实现个人现世幸福的关键，而这一切都是由社会利益决定的。”特里默和拥护她观点的人们认定法国的教学理论会让整个国家缺乏道德标准，具体来说就是成为“充斥着自然神论、无宗教信仰、总是处于革命动荡中”的国家。

## 社会反响与后续影响

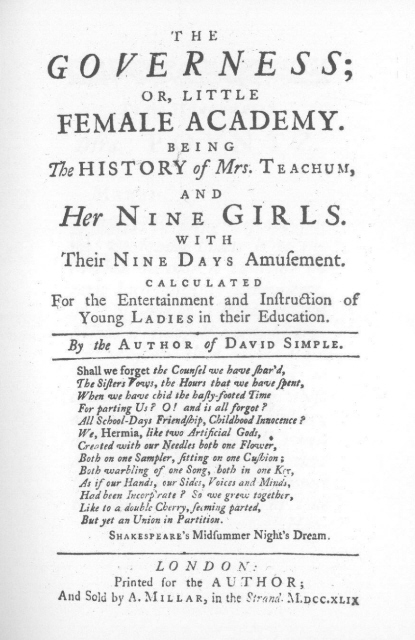
萨拉·费尔丁创作的《家庭女教师》的标题页，特里默在她的儿童文学发展史中将其引用为具有深远影响的作品

尽管在《守护者》杂志问世前也有过一次针对英国的童书定期做书评的尝试，但出来的成果和特里默的《守护者》比起来，内容没有它全面，发行时间不如它长，影响力也远不如它大。 格伦比举了几个例子说明这本期刊的影响力：在特里默撰写书评抨击了《圣经故事》之后，戈德温把书名改成了《神圣历史》（Sacred Histories）；负责约翰·纽伯瑞（John Newbery）作品《汤姆·泰勒斯科普与陀螺和球的原理》（Tom Telescope and the Philosophy of Tops and Balls）的出版方也立即删去了作品中具有冒犯意味的部分。 其他学者认为当时的作家是脑中装着特里默提出的评判标准来创作自己的作品，更有甚者将这些标准称为“通往作家之路的必读指南”。然而特里默的文学评论也并非总是被奉为圭臬，比如爱德华·奥古斯图·肯德尔（Edward Augustus Kendall）感情泛滥的作品《小狗基珀寻主记》（Keeper's Travels in Search of His Master），特里默对这本书的负面评价就并未对其销量造成多大影响。
 格伦比在他的研究中写道，“有了这四百多篇评论，《教育守护者》使儿童文学成为了一个纯粹可靠、广受认可的固定文学体裁。”这一系列期刊把小说、廉价的故事读本、随处散发的传单小册子、叙事歌谣以及童话从大的文学分类中排除之后，形成了有效的评判标准，告诉大家究竟什么样的作品才算得上是儿童文学。另外特里默在早期发表的一篇文章《纵观写给儿童和年轻人的书 观察 》（Observations on the Changes which have taken place in Books for Children and Young Persons）中史无前例地对儿童文学的发展史进行了整理。其中提到的几部具有深远影响的作品，例如萨拉·费尔丁（Sarah Fielding）的《家庭女教师》（The Governess）（1749）和约翰·纽伯瑞的《穿着两只鞋子的小古蒂》（The History of Little Goody Two Shoes） （1765），至今仍被学者们作为儿童文学发展历程中的重要作品来引用。
直到十九世纪七十年代以后，随着儿童文学作家和文学批评家夏洛特·扬格（Charlotte Yonge）的作品出版，对儿童文学作品的固定评论和历史性回顾才又再一次发展起来。